# Timgad

Thamugadi unter anderen römischen Städten in Africa

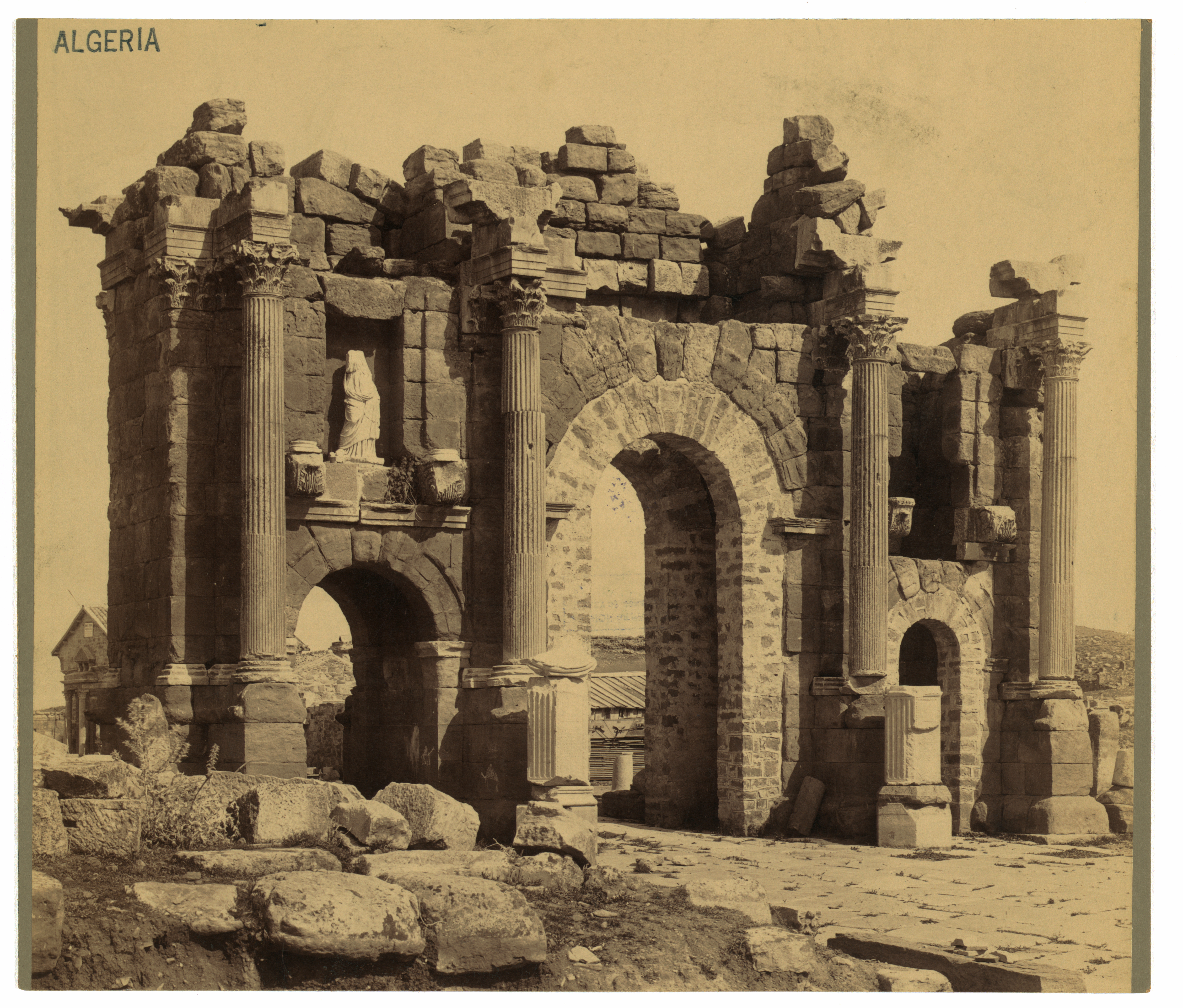
Der Trajansbogen auf einer Postkarte des späten 19. Jahrhunderts

Timgad (arabisch تيمقاد) ist der heutige Name der römischen Stadt Thamugadi, deren Überreste sich etwa 40 Kilometer östlich von Batna in Algerien befinden. Im Norden und Osten der antiken Stadt liegt der moderne Ort Timgad.
Die Ausgrabungsstätte wurde 1982 zum UNESCO-Weltkulturerbe erklärt, weil hier die typische Struktur römischer Stadtgründungen noch gut erkennbar ist, die in anderen Städten römischen Ursprungs durch spätere Überbauung nicht mehr sichtbar ist.

## Geschichte
Thamugadi wurde im Jahre 100 unter dem römischen Kaiser Trajan durch Lucius Munatius Gallus, den Legaten der Legio III Augusta, als Militärkolonie an einem zuvor nicht besiedelten Ort errichtet. Die Colonia Marciana Traiana Thamugadi, wie sie mit vollem Namen hieß, lag in der römischen Provinz Africa proconsularis (ab 198 n. Chr. Numidia) und weist die typische Quadratform und quadratische Unterteilung römischer Militärlager auf. Ihre militärische Bedeutung verlor die Stadt bald an das einen Tagesmarsch weiter westlich gelegene Lager Lambaesis und entwickelte sich als Veteranensiedlung und Handelsstadt weiter. Im späten 4. und frühen 5. Jahrhundert war Thamugadi ein wichtiger Sitz der häretischen Bewegung des Donatismus, die sich auf wandernde Erntearbeiter stützte, und Bischofssitz, der im 7. Jahrhundert mit der islamischen Expansion unterging. Damals endete auch die Besiedlung der Stadt. Auf den Bischofssitz geht das heutige Titularbistum Thamugadi der römisch-katholischen Kirche zurück.
Im 6. Jahrhundert errichteten die Byzantiner nach der Rückeroberung der Stadt von den Berbern noch einmal ein Kastell südlich der Stadt. 
In der Neuzeit wurde Timgad im Jahr 1765 durch den schottischen Reisenden James Bruce wiederentdeckt. Erste französische Ausgrabungen wurden in den Jahren 1880 bis 1883 von dem Architekten Albert Ballu geleitet. Ab 1903 kam der Epigraphiker René Cagnat dazu. Der Zeit entsprechend wurde sehr rasch gegraben, da eine stratigraphische Untersuchung noch nicht im Zentrum des Interesses stand, vielmehr wollte man in kurzer Zeit monumentale Architektur freilegen. Zahlreiche Inschriftenfunde konnten für die Interpretation der Befunde herangezogen werden.

## Beschreibung

Stadtplan von Timgad

Timgad liegt im Norden des Aurès-Gebirges, das zu römischer Zeit mit Nadelgehölzen und immergrünem Wald bestanden war. Eine Straßenverbindung bestand damals zu dem Militärlager Lambaesis im Westen und über Theveste nach Karthago im Osten. Nach Süden über das Aurès-Massiv gab es Handelswege in Richtung Sahara. Die umliegenden Hügel waren fruchtbares Land, wie ganz Numidien, das als Kornkammer Roms bekannt wurde. Die Großstadt bezog einen großen Teil ihres Bedarfs an Gerste, Feigen und Oliven aus dieser nordafrikanischen Provinz.
Die quadratische Stadtanlage von etwa 350 Metern Seitenlänge war mit Mauern gesichert, die an drei Seiten von Stadttoren unterbrochen wurden. Entsprechend dem typischen Grundriss einer römischen Stadt bildeten zwei säulenbestandene Straßen kreuzförmig die Hauptachsen: der von Nord nach Süd verlaufende Cardo trifft im Zentrum beim Forum auf den west-östlich verlaufenden Decumanus. 
Der Stadtplan war in 132 quadratische Häuserblocks (insulae) aufgeteilt. Dazwischen verlaufen etwa fünf Meter breite Straßen, unter denen die Kanalisation verlegt ist. Die Insulae enthielten ungefähr 400 Häuser von unterschiedlicher Größe, dabei auch Läden und Tavernen. Timgad hatte zahlreiche öffentliche Anlagen und Gebäude: das Forum mit der Curia, die Versammlungshalle, Tempel, 14 öffentliche Bäder, eine Bibliothek und ein Theater mit 4000 Sitzplätzen. Ein Aquädukt brachte Wasser aus einer fünf Kilometer entfernten Quelle in die Stadt.
Am westlichen Stadteingang wurde gegen Ende des 2. oder Anfang des 3. Jahrhunderts ein dreitoriger Ehrenbogen errichtet, der heute (fälschlich) Trajansbogen von Timgad genannt wird. Als die Stadt wuchs, wurden auch außerhalb des Mauern-Quadrats Wohngebiete und öffentliche Einrichtungen angelegt. So gibt es zwei Marktplätze vor dem Trajansbogen, das Kapitol im Südwesten und weitere Bäder und Tempel im Umkreis.

### Forum

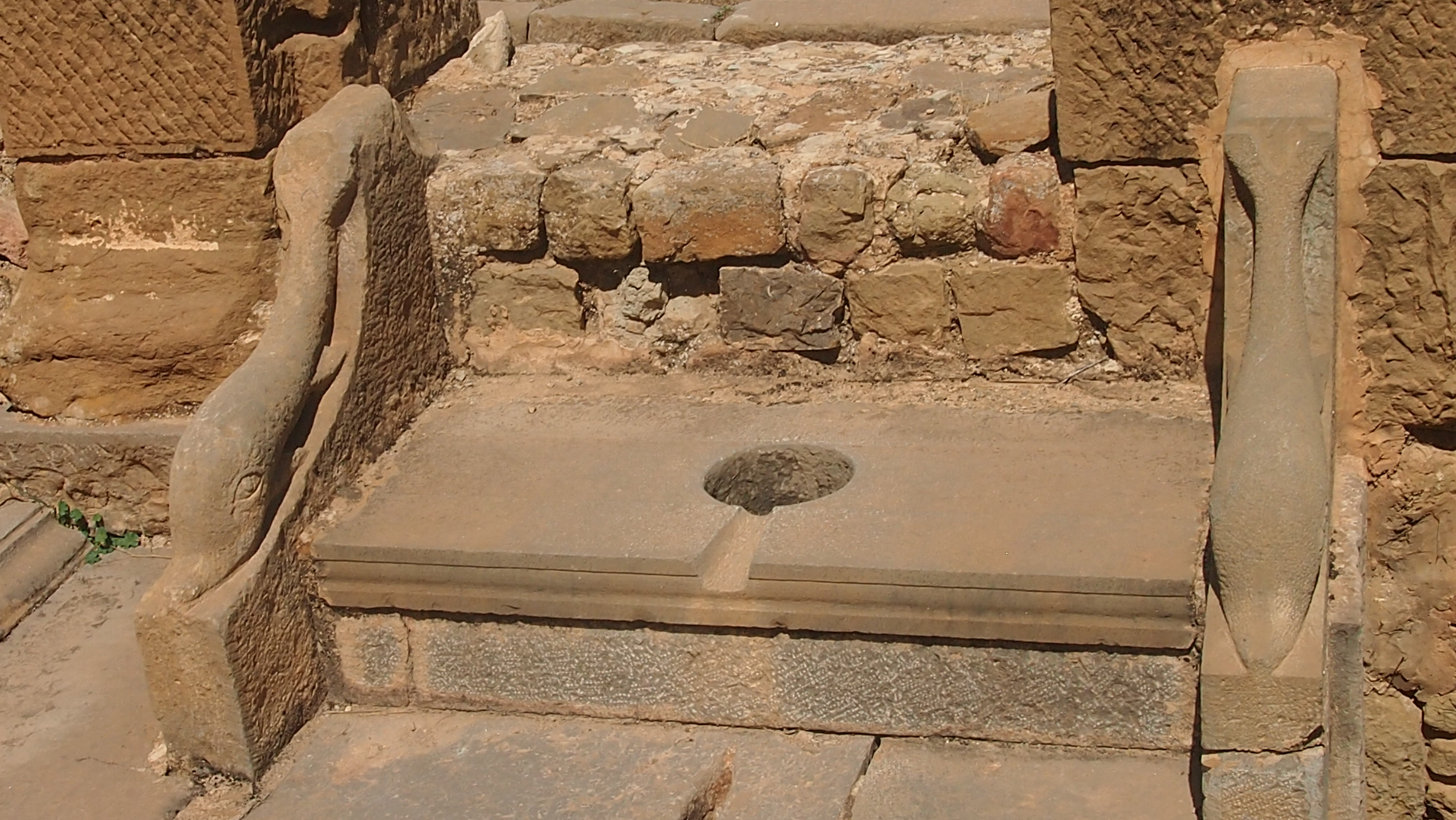
Öffentliche Latrine beim Forum

An der Mündung des von Norden kommenden Cardo in den Decumanus führen einige Stufen hinauf zum Forum. Es ist annähernd quadratisch angelegt mit einer Seitenlänge von 60 Metern. Auf der Ostseite schließt sich die Basilika an, der Saal für Stadtversammlungen und Rechtsprechung. Gegenüber liegen das Gebäude des Magistrats (curia) und ein Tempel.
Entlang der Nordseite zum Decumanus hin folgen Läden oder Arbeitsräume (tabernae). Luxuriös ausgestattet war die angrenzende öffentliche Toilette mit delfin-geschmückten Abgrenzungen zwischen den Sitzen.
Das Forum war als geschlossener Platz frei von Durchgangsverkehr und an allen Seiten von Säulengängen umgeben. Zahlreiche Postamente mit Inschriften zeugen noch von ehemaligen Ehrenstatuen für Kaiser und verdiente Bürger der Stadt, die auf dem Platz aufgestellt waren.

### Theater

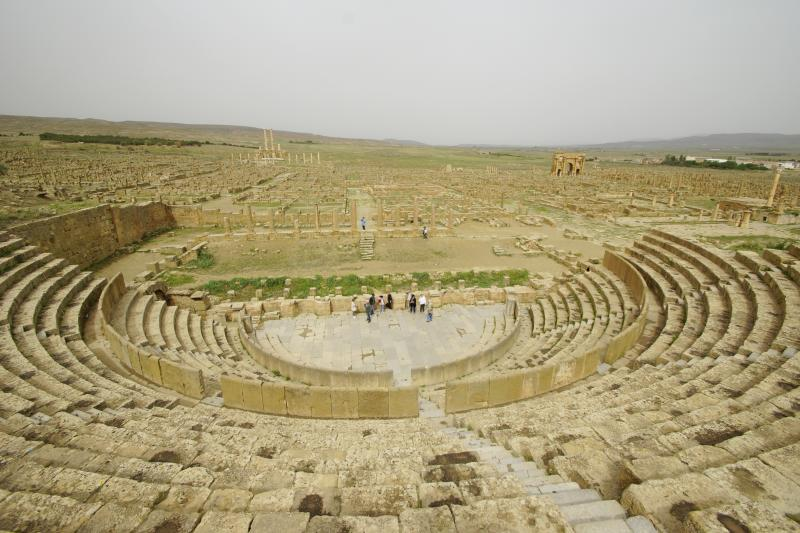
Römisches Theater von Timgad

Südlich des Forums ist das Halbrund (Cavea) des Theaters in einen Hang eingefügt. Es hatte bei einem Durchmesser von 63 Metern etwa 4000 Zuschauerplätze. Teilweise erhalten waren nur die untersten vier bis acht Sitzreihen. Die Steinblöcke der Sitzreihen waren im 6. Jahrhundert großenteils zum Bau der byzantinischen Festung verwendet worden. Schon bald nach der Ausgrabung hat Albert Ballu die aus dem Schutt geborgenen Blöcke im Theater wieder einsetzen lassen. Für eine moderne Nutzung wurde die Cavea restauriert, so dass nun bis zu 18 Sitzreihen nutzbar sind. Drei Reihen von 75 Zentimeter hohen Pfeilern bildeten den Unterbau des Bühnenbodens, vom Aufbau des Bühnenhauses und der Bühnenrückseite ist nichts mehr erhalten.

### Märkte

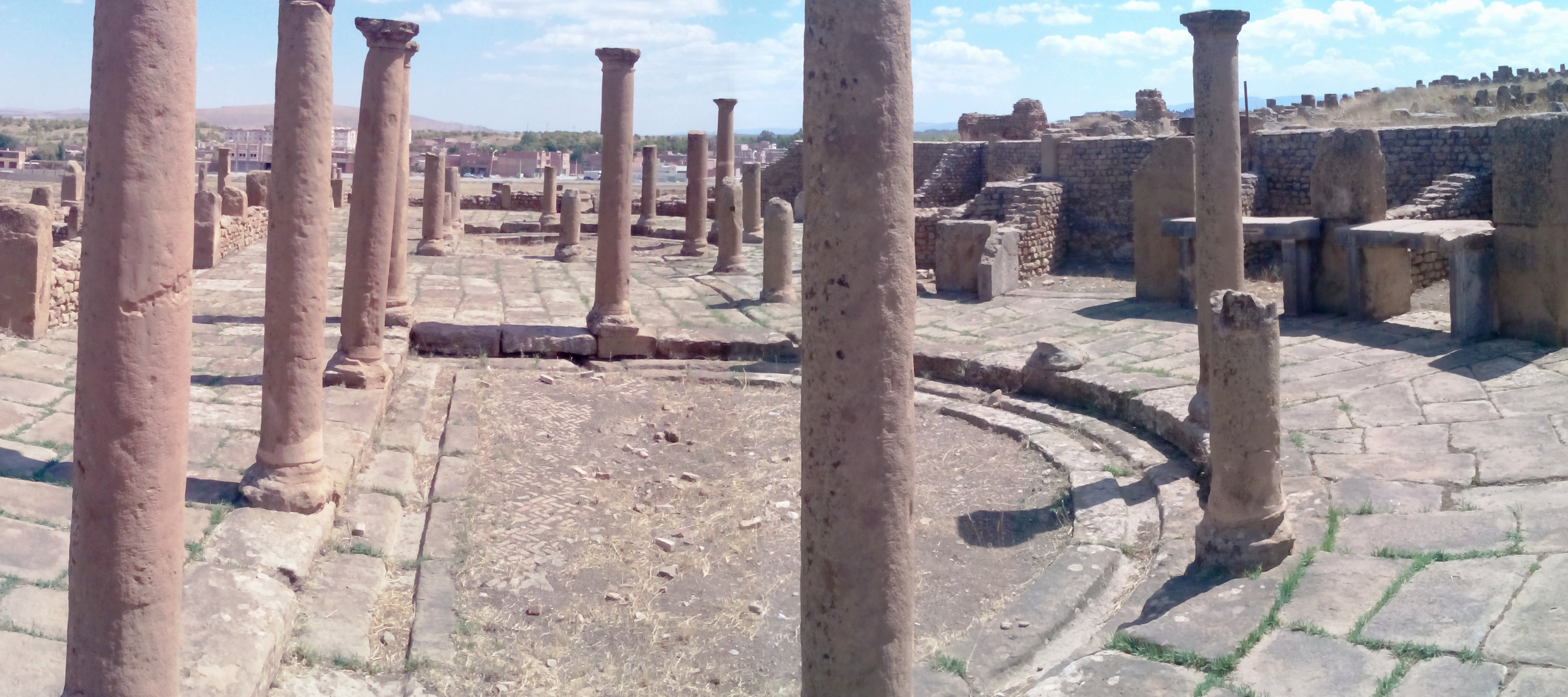
Östliche Markthalle (Macellum)

In Timgad wurden mehrere Marktplätze und -hallen nachgewiesen. Durch Inschriften sind ihre Funktion und die Namen der Stifter überliefert. So wurde der Sertius-Markt im Westen vor dem Trajansbogen am Beginn des 3. Jahrhunderts von Plotius Faustus Sertius und seiner Frau Valentina finanziert, deren Haus im Süden der Stadt aufgefunden wurde. Neben den Sertius-Markt befand sich der Stoff- und Kleidermarkt, das forum vestitiarum adiutricianum. Eine Textilindustrie auf der Basis von Schafwolle und Ziegenhaaren der Nomaden-Herden aus dem Aurès-Gebirge wird von Andrew Wilson in Timgad vermutet. Dessen Annahmen untermauern auch Befunde von Walkereien und Färbereien aus dem Nordost-Viertel der Stadt.
Ein weiteres Macellum befand sich am Decumanus östlich vom Forum. Diese Markthalle schloss mit zwei apsisartigen Rundungen nach Süden ab, die jeweils fünf Läden Platz boten. Dazwischen bot ein Brunnen Erfrischung. Die beiden apsidalen Hofanlagen mit Fischgrätmuster-Pflasterung und Wasserrinne waren von Säulenhallen umgeben.

### Kapitol

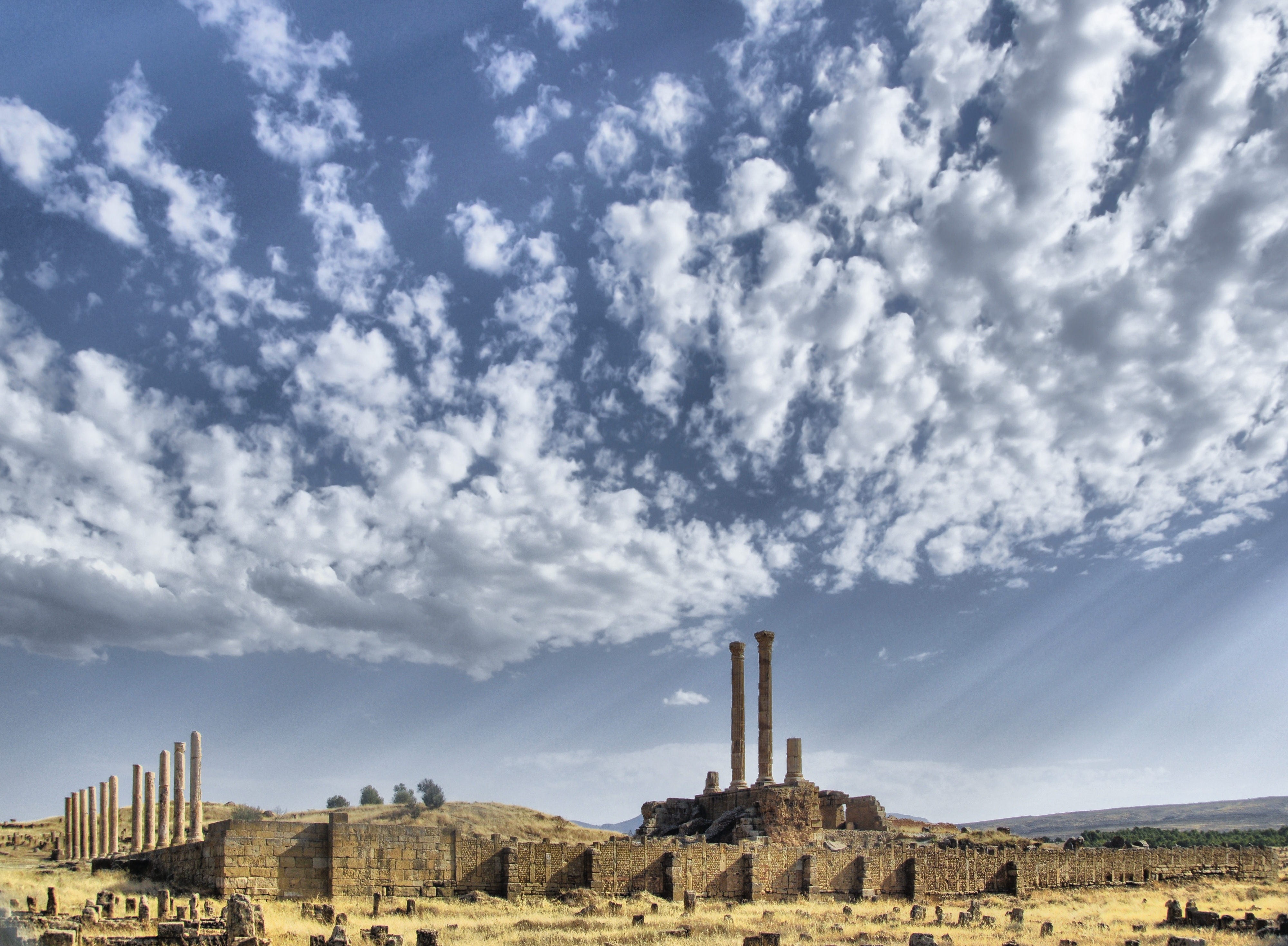
Kapitol von Timgad

Das Kapitol war im 2. Jahrhundert im Südwesten außerhalb der ersten Stadtanlage errichtet worden. Auf einer erhöhten Plattform von 90 × 65 Metern stand ein Tempel für die Kapitolinische Trias, wie es in jeder großen Provinzstadt üblich war. Der Tempel selbst nahm mit 53 × 23 Metern nur knapp ein Viertel der Fläche ein, damit war eine imposante Präsentation des Gebäudes gegeben.
Eine breite Freitreppe führte auf der Schmalseite hinauf zur Vorhalle und dem dreiseitigen Säulenumgang. Die Cella war dreigeteilt entsprechend den drei verehrten Göttern: Jupiter, Juno und Minerva. Von der Tempelfront stehen heute zwei wieder aufgestellte Säulen korinthischer Ordnung.

### Bibliothek

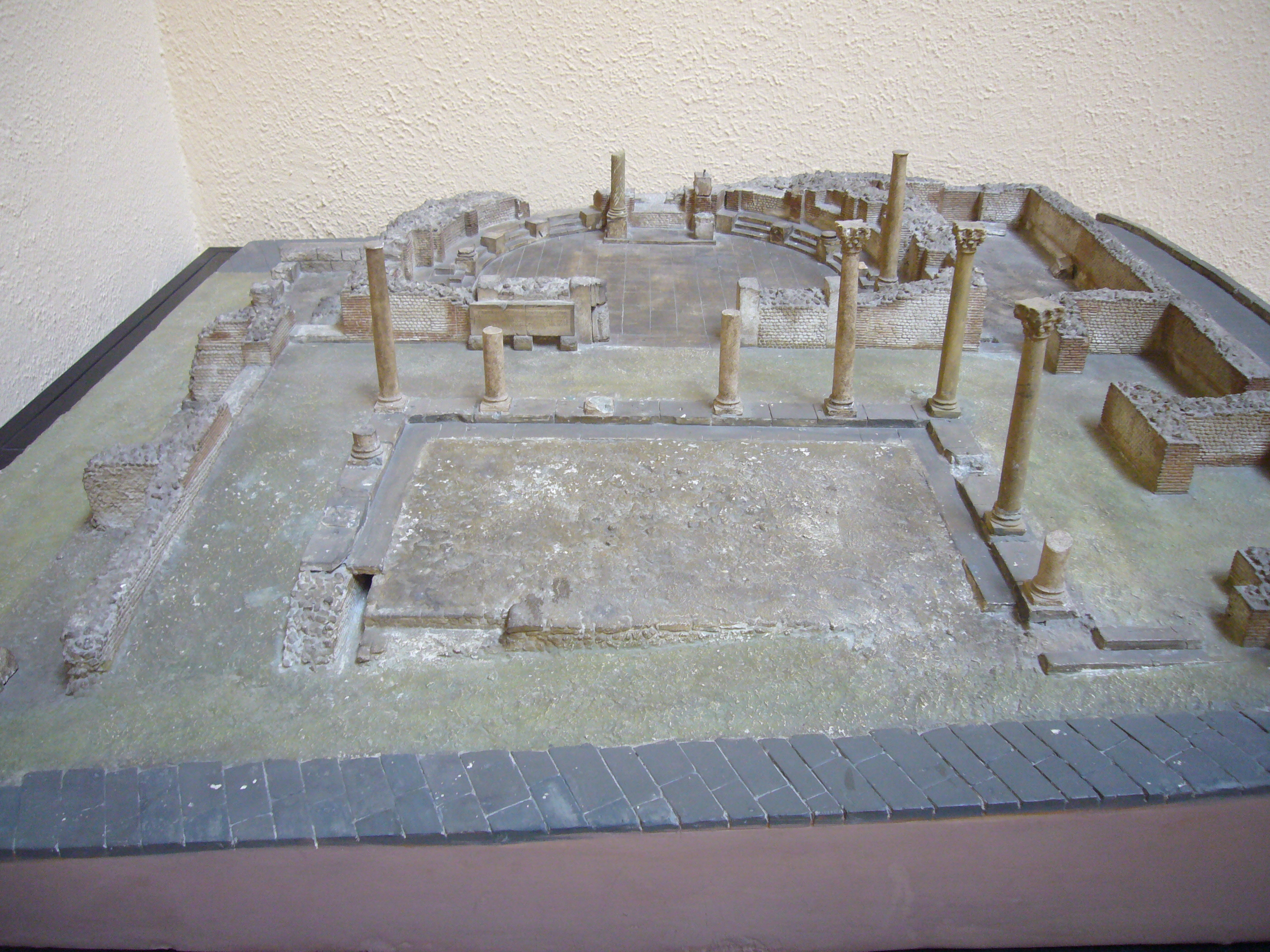
Modell der Bibliothek

Thamugadi verfügte auch über eine öffentliche Bibliothek. Sie lag am Cardo und war von einem Marcus Julius Quintianus Rogatianus seiner Heimatstadt gestiftet worden, wie die in drei Bruchstücken gefundene Inschrift belegt:
Ex liberalitate M(arci) Iuli Quintiani Flavi Ro-

gatiani c(larissimae) m(emoriae) v(iri) quam testamento suo rei publicae

coloniae Thamugadensium patriae suae le-

gavit opus bibliothecae ex HS CCCC mil(ibus) num(mum)

curante re publica perfectum est
(Übersetzung: Durch die Großzügigkeit des unvergessenen Marcus Julius Quintianus Rogatianus, der testamentarisch seine Heimatstadt, das Gemeinwesen der Kolonie Thamugadi, mit 400.000 Sesterzen bedachte, wurde diese Bibliothek zum Wohle des Gemeinwesens errichtet.)

### Byzantinische Festung

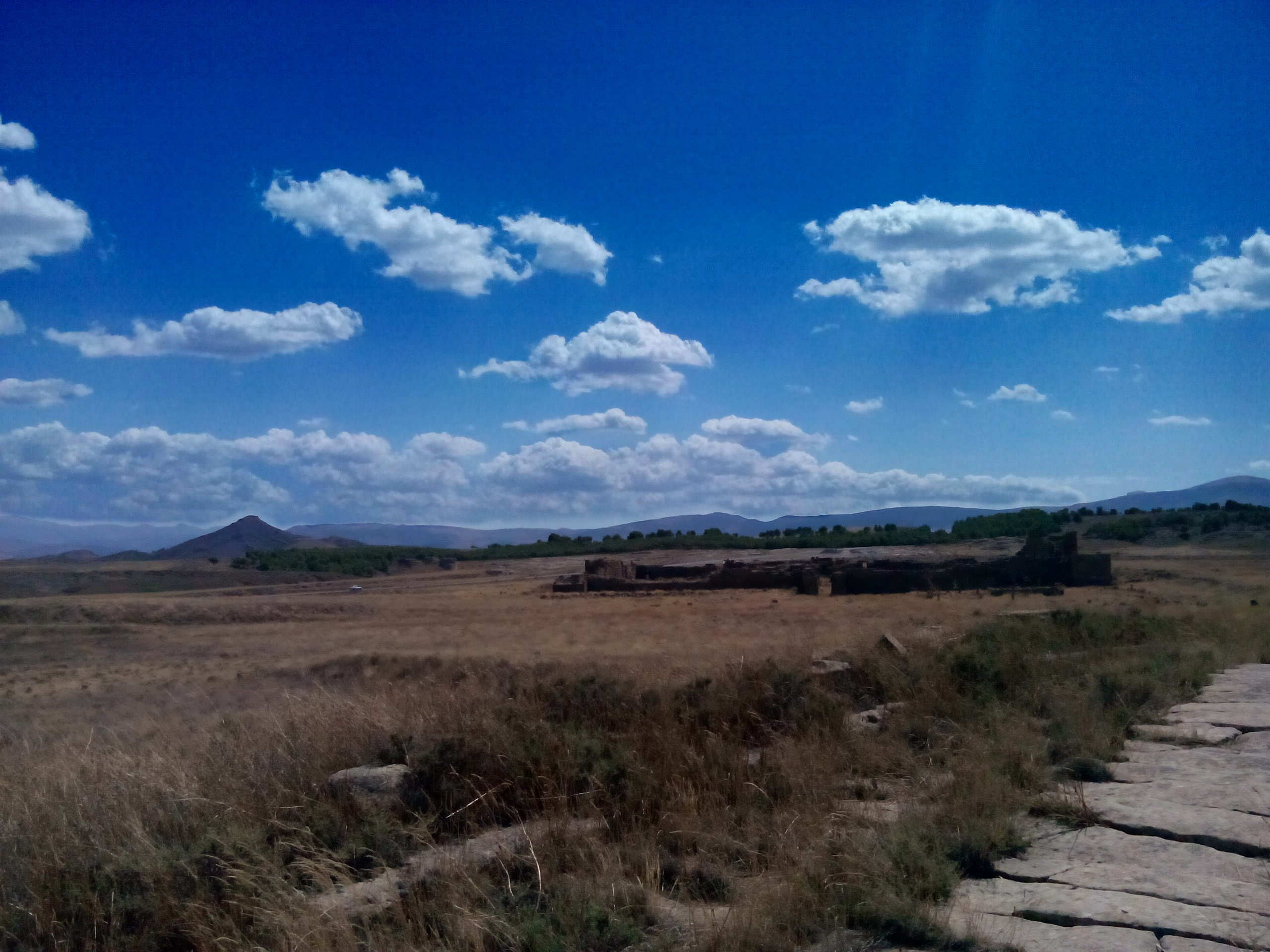
Reste der byzantinischen Festung

Nach dem Vandalenkrieg, in dem Thamugadi zerstört wurde, ließ Kaiser Justinian 539/540 durch seinen Feldherrn Solomon eine massive Festung etwa 400 Meter südlich der Stadt erbauen. Für die meterdicken Mauern wurde viel Material gebraucht und auf die Ruinen von Thamugadi zurückgegriffen. Die Befestigung bildet ein Rechteck von 110 × 70 Metern mit starken, nach außen vortretenden Türmen an allen vier Ecken sowie in der Mitte der Seiten.

## Museum
Im Norden des Ausgrabungsgeländes zeigt ein kleines Museum ausgewählte Fundstücke, wie Statuen, Keramik, Glas und Kleinfunde. Ein Schwerpunkt liegt auf den Mosaiken von Timgad. Mit dem Bau des Museums wurde schon während der Ausgrabungen begonnen, um die Mosaiken geschützt unterbringen zu können.

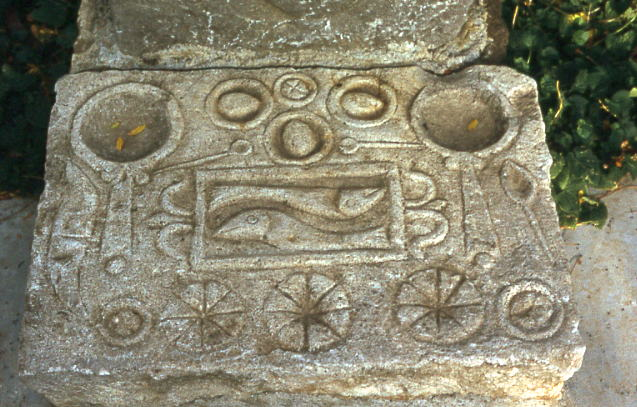
Grabplatte mit Speisenrelief

Einige der Mosaiken zeichnen sich durch eine barocke Üppigkeit aus, die sich während der Zeit der Severer (Ende 2./Anfang 3. Jahrhundert) in der Region herausgebildet hatte. So ranken beispielsweise ornamentale Akanthus-Blätter und Phantasie-Pflanzen in einem breiten Rahmen um eine Venus mit Meereswesen.
Vor dem Museum ist eine lange Reihe von Grabstelen aufgestellt. Einige sind mit einer Bodenplatte verbunden, die Reliefs von Platten und Tellern mit Speisen trägt. Mehrfach sind auch Vertiefungen vorhanden, in die frische Speise- oder Trankopfer abgelegt werden konnten.

## Festival
Timgad ist in Algerien auch für ein alljährlich stattfindendes Musikfestival bekannt. Dort treten Tanz- und Musikgruppen aus Algerien und den arabischen Nachbarstaaten auf. Zunächst wurde das Theater in den Ruinen für die Veranstaltung genutzt. Der große Besucherandrang hat allerdings in der Vergangenheit zu Beschädigungen der Ruinen geführt und in Folge zur wiederholten Drohung der UNESCO, den Status als Weltkulturerbe abzuerkennen. Aus diesem Grund wurde ein modernes Theater neben der Ruinenstadt erbaut.

## Personen
- Optatus von Thamugadi, 388 bis 398 donatistischer Bischof von Thamugadi